# Мости (Пуцький повіт)
Мости (пол. Mosty, нім. Brück) — село в Польщі, у гміні Косаково Пуцького повіту Поморського воєводства.
Населення — 2281 особа (2011).
У 1975-1998 роках село належало до Гданського воєводства.

## Демографія
Демографічна структура станом на 31 березня 2011 року:
|          | Загалом | Допрацездатний вік | Працездатний вік | Постпрацездатний вік |
| -------- | ------- | ------------------ | ---------------- | -------------------- |
| Чоловіки | 1113    | 294                | 752              | 67                   |
| Жінки    | 1168    | 278                | 763              | 127                  |
| Разом    | 2281    | 572                | 1515             | 194                  |